# Villiers-lès-Aprey
Villiers-lès-Aprey é uma comuna francesa na região administrativa da Champanha-Ardenas, no departamento de Haute-Marne. Estende-se por uma área de 7,39 km². Em 2010 a comuna tinha 45 habitantes (densidade: 6,1 hab./km²).